# Puiești (Vaslui)
Pour les articles homonymes, voir Puiești.
Puiești est une commune roumaine située dans le județ de Vaslui.